# 日京齊 (別爾季切夫區)
49°50′53″N 28°32′22″E / 49.84806°N 28.53944°E
日京齊（烏克蘭語：Житинці），是烏克蘭的村落，位於該國北部日托米爾州，由別爾季切夫區負責管轄，始建於1591年，面積0.99平方公里，海拔高度245米，2001年人口154，人口密度每平方公里155.56人。